# Tompall Glaser
Thomas Paul 'Tompall' Glaser (Spalding, 3 september 1933 – Nashville, 13 augustus 2013) was een Amerikaans countryzanger en songwriter. Hij was een van de vooraanstaande namen in de outlaw-country, als een van de artiesten op het album Wanted: The outlaws. Daarnaast maakte hij naam als onafhankelijk muziekuitgever en muziekproducent.

## Biografie
Als tiener begon hij in de jaren vijftig met zijn jongere broers Chuck en Jim op te treden  als Tompall & the Glaser Brothers. Ze vielen op bij countryartiest Marty Robbins die hen overhaalde naar Nashville te komen en zijn begeleidingsgroep te worden. Met een platencontract bij Decca Records brachten ze in 1959 hun eerste plaat uit. Het duurde echter nog zeven jaar voordat ze hun eerste hitnotering behaalden, namelijk met Gone, on the other hand. Hierna volgden nog meer dan tien hits, waarvan Rings (1971) het meest succesvol was met een nummer 7-notering in de Hot Country Songs. Daarnaast wonnen ze in 1970 de prijs voor Beste zanggroep van de Country Music Association en werden ze rond diezelfde tijd lid van de Grand Ole Opry. Medio jaren zeventig voelden de broers zich artistieke beperkt in de muziekstad Nashville en gingen ze uit elkaar.
Daarnaast bouwde Tompall een naam op als songwriter en schreef hij met Harlan Howard het nummer  The streets of Baltimore waar Bobby Bare sr. een hit mee behaalde. Andere artiesten die zijn liedjes uitbrachten waren bijvoorbeeld Gram Parsons, The Lemonheads en The Little Willies. Na de splitsing met zijn broers ging hij verder als soloartiest en bereikte hij in 1975 zijn grootste solohit met het nummer Put another log on the fire (Male chauvinist national anthem) van de hand van Shel Silverstein.
In 1976 werkte hij samen met Waylon Jennings, Jessi Colter en Willie Nelson aan het album Wanted! The outlaws. Zijn bijdrage aan het album leverde hij vooral achter de schermen en niet zozeer met eigen opnames. Ze zetten zichzelf ermee weg als een stel rebellen en het werd een van de meest toonaangevende albums uit de countrymuziek. Enerzijds omdat ze de naam van outlaw-country definitief vestigden, want voordien werd deze muziek nog vooral aangeduid als progressieve countrymuziek. Anderzijds behaalde het als eerste countryalbum platina en werd het met meer dan een miljoen keer verkocht. In die jaren bracht hij twee albums uit: The great Tompall and his Outlaw Band (1976) en Tompall Glaser & his Outlaw Band (1977). Beide albums kenden echter maar matig succes in vergelijking met het Wanted!-album. Daarnaast liep ook de samenwerking met Jennings spaak.
Met zijn broers was hij ondertussen begonnen met de muziekuitgeverij en opnamestudio Hillbilly Central. Steeds meer artiesten maakten gebruik van hun studio, wat tegen het zere been was van de gevestigde elite in de muziekstad. Ze namen onder meer het nummer 1-album Dreaming my dreams (1975) van Jennings op, een productie van "Cowboy" Jack Clement, het eerste album uit hun studio dat goud behaalde. Daarnaast hadden ze succes met nummers als Gentle on my mind en Woman, woman. Dat laatste werd mede geschreven door Jim Glaser, die ze ook allebei op plaat zette.
Begin van de jaren tachtig brachten de broers ook weer zelf platen uit en behaalden ze een nummer 2-hit in de Hot Country Songs met de cover van Lovin' her was easier (than anything I'll ever do again) van Kris Kristofferson. In 1982 behaalden ze hun laatste hit met de single Maria Consuela.

## Discografie als solozanger

### Singles
| Jaar | album                                                         | notering |
| ---- | ------------------------------------------------------------- | -------- |
| 1973 | Bad, bad, bad cowboy                                          | 77       |
| 1974 | Texas law sez                                                 | 96       |
| 1974 | Musical chairs                                                | 63       |
| 1975 | Put another log on the fire (Male chauvinist national anthem) | 21       |
| 1976 | T for Texas                                                   | 36       |
| 1977 | It'll be her                                                  | 45       |
| 1977 | It never crossed my mind                                      | 91       |
| 1978 | Drinking them beers                                           | 79       |

### Albums
Hieronder een selectie van zijn soloalbums. Amper twee ervan bereikten hitnoteringen.
- 1973: Charlie
- 1974: Take the singer with the song
- 1975: Tompall (sings the songs of Shel Silverstein)
- 1976: The great Tompall and his Outlaw Band, nummer 13 in de Country Albums
- 1977: Tompall Glaser & his Outlaw Band, nummer 38 in de Country Albums
- 1977: The wonder of it all
- 1986: Nights on the borderline
- 1992: The rogue
- 1992: The outlaw
- 2001: The best of Tompall Glaser & the Glaser Brothers
- 2006: My notorious youth
- 2007: Outlaw to the cross

- Bibliothèque nationale de France: cb138945303 (data)
- Gemeinsame Normdatei: 13476336X
- International Standard Name Identifier: 0000 0000 5513 6221
- Library of Congress Control Number: n94119188
- MusicBrainz: 0c72f4e1-30db-41ef-b29e-8c168c39665e
- Virtual International Authority File: 22327337
- WorldCat: E39PBJyCxYDYxMVyhRXCCjFBT3